# Кхам Там Са
Кхам Там Са (пом. 1433) — сьомий правитель королівства Лансанг.
Зійшов на престол 1432 року після смерті свого зведеного брата, який став жертвою чергової придворної змови. Його правління тривало лише 5 місяців, і він мав усі шанси повторити долю трьох своїх попередників, але зміг урятуватись, утікши зі столиці до Сіаму.
Хроніки, в яких згадується Кхам Там Са, належать до старовинних анналів королівства Лансанг, держав Ланна, Аюттхая та Бірма, й усі вони суперечать одне одному. Зокрема хроніки Лансангу перекладались іншими мовами та тлумачились по різному, що спричинило дискусії з приводу правдивості тих історичних джерел. Більшість дослідників вважають, що до оригінальних текстів навмисне вносились зміни, щоб не висвітлювати ті чи інші події з метою возвеличення власної держави. Окрім того, дослідникам вкрай важко встановити хронологію та чітку послідовність подій і правителів у той період історії королівства Лансанг. Тому події та дати біографії Кхам Там Са не можуть бути цілком достовірними.

## Біографія
Був сином короля Самсенетаї та королеви Нангкеосіди, дочки правителя Кенхунгу. Перш ніж зайняти трон, був губернатором провінції Пакхуейлуанг. Був обраний новим королем 1432 року після вбивства його старшого брата Хон Кхама. У спадок від свого попередника він отримав політично нестабільну державу, в якій панували розбрат і боротьба за владу. Фактично за правління Кхам Там Са країною керувала куртизанка Магадеві, яка набула значного впливу ще за володарювання Лан Кхам Денга та стала ініціаторкою вбивства королів Пхомматата, Юкхона та Хон Кхама у 1429—1432 роках.
На відміну від трьох його попередників, які займали трон за прямою вказівкою Магадеві, Кхам Там Са був обраний зборами знаті. Попри це, жага Магадеві до влади мала спричинити вбивство чергового короля Лансангу. Однак йому вдалось розкрити змову проти нього та довелось утікати з палацу, столиці та країни загалом. Одразу ж після втечі Кхам Там Са Магадеві призначила його наступника — Лусаї, зведеного брата Кхам Там Са.
Кхам Там Са знайшов притулок у Сіамі, де провів решту свого життя. Вже наступного року король помер, після чого його піддані перенесли тіло до храму, збудованого на його честь на березі річки Хуейлуанг. За кілька років його син став губернатором В'єнтьяна та вдався до спроби звільнити місто з-під влади Лансангу та зробити його незалежним. Однак та його спроба зазнала невдачі, а самого заколотника було страчено за наказом короля Чаккапхат Пхаєн Пхаєо.

## Боротьба за владу
Лансанг продовжував потерпати від боротьби за владу між різними фракціями та від інтриг куртизанки Магадеві. Її нестримна жага до влади призводила до повалення та смертей монархів одного за одним. Також її інтриги дестабілізували становище при дворі та в усій державі загалом. Близько 1440 року, коли їй було вже понад 90 років, вона мала шанс стати першою правителькою Лансангу. Втім знать об'єдналась і вирішила покласти край її свавіллю: Магадеві було вбито разом з її молодим чоловіком, а державу тимчасово очолила рада, що складалась із представників духовенства.
Одночасно державу роздирали протистояння між фракцією, що підтримувала зв'язки з сіамською державою Аюттхая, з одного боку, та фракцією, що залежала від Кхмерської імперії, з іншого. Перша з тих фракцій утворилась від самого початку заснування королівства Лансанг, коли його засновник Фа Нгум одружився з дочкою правителя Аюттхаї Рамадіпаті. Ця партія знайшла підтримку серед аристократів, відданих традиції мандала, що її започаткував у своїй державі Фа Нгум. Інша фракція була тісно пов'язана з кхмерським імператорським двором, який відіграв надважливу роль в об'єднанні лаоських земель та заснуванні королівства Лансанг. Деякі дослідники вважають, що саме конфлікт між тими двома фракціями призвів до повалення та заслання з країни її засновника, короля Фа Нгума 1372 року.